# Longrita findal
Longrita findal är en spindelart som beskrevs av Norman I. Platnick 2002. Longrita findal ingår i släktet Longrita och familjen Trochanteriidae.
Artens utbredningsområde är Western Australia. Inga underarter finns listade i Catalogue of Life.